# Persona non grata (album)
Pour les articles homonymes, voir Persona non grata (homonymie).
Albums de Lacrim
R.I.P.R.O. Volume IV
(2020) Sale Époque
(2023)
Persona non grata est le quatrième album studio du rappeur français Lacrim, sorti le 10 décembre 2021. En mai 2022, il est certifié disque d'or.

## Historique
- Si vous ne connaissez pas le sujet, laissez ce bandeau (vous pouvez alors contacter les auteurs).
- Si vous supprimez le contenu mis en cause (vous pouvez préalablement contacter les auteurs),

argumentez précisément cette suppression dans la page de discussion
(un manque de référence n'est pas un argument ; une recherche réelle de référence doit avoir été effectuée, être formellement documentée).
Plus d’un an après la sortie de sa dernière mixtape R.I.P.R.O Volume IV et plus de deux ans après son dernier album LACRIM, Lacrim sort le single L’immortale, afin de faire patienter ses fans sur la sortie à venir de son 4e album intitulée Persona non grata. Il dévoile la date de sortie qui sera pour le 10 décembre 2021.
L’album est composé de 17 titres avec six featurings dont deux avec Mister You sur les titres Reda (Partie 2) et Reda (Partie 3) en compagnie de Niro, Le Rat Luciano et Koba LaD. Deux autres featurings sont annoncés : un avec le rappeur hispano-marocain Morad sur le titre J’appelle Uber et un avec le rappeur du 93, Werenoi sur le titre Señor de los Gallos.

## Liste des titres
| No  | Titre                                                               | Auteur                                             | Compositeur(s)                                     | Durée |
| --- | ------------------------------------------------------------------- | -------------------------------------------------- | -------------------------------------------------- | ----- |
| 1.  | Kanun                                                               | Lacrim                                             | Kore, Aurélien Mazin                               | 2:31  |
| 2.  | On l’a pas choisi                                                   | Lacrim                                             | Kore, Aurélien Mazin                               | 2:58  |
| 3.  | P38 Special                                                         | Lacrim                                             | Dr Devil, Trizy                                    | 3:19  |
| 4.  | American Gangster                                                   | Lacrim                                             | Kore, Aurélien Mazin                               | 3:11  |
| 5.  | Reda l’égyptien                                                     | Lacrim                                             | Dr Devil, Trizy                                    | 2:54  |
| 6.  | Reda (Partie 2) (feat. Mister You)                                  | Lacrim, Mister You                                 | Chapo                                              | 3:27  |
| 7.  | Reda (Partie 3) (feat. Mister You, Koba LaD, Niro & Le Rat Luciano) | Lacrim, Mister You, Koba LaD, Niro, Le Rat Luciano | Ken & Ryu                                          | 3:58  |
| 8.  | Ocean Drive                                                         | Lacrim                                             | Kore, Aurélien Mazin                               | 3:43  |
| 9.  | OTF                                                                 | Lacrim                                             | Kore, Aurélien Mazin, Flo Moser, The Royals, Minti | 3:04  |
| 10. | J’appelle Uber (feat. Morad)                                        | Lacrim, Morad                                      | Trobi                                              | 3:11  |
| 11. | RM                                                                  | Lacrim                                             | Kore, Aurélien Mazin, Nasser Mounder               | 2:50  |
| 12. | Radeau de la méduse                                                 | Lacrim                                             | Kore, Aurélien Mazin, Fa Millionaire               | 3:58  |
| 13. | Tulum                                                               | Lacrim                                             | Kore, Aurélien Mazin, Flo Moser                    | 2:26  |
| 14. | Señor de los Gallos (feat. Werenoi)                                 | Lacrim, Werenoi                                    | Fxnder                                             | 3:53  |
| 15. | Le cœur a mal                                                       | Lacrim                                             | Ken & Ryu                                          | 2:38  |
| 16. | Persona non grata                                                   | Lacrim                                             | Kore, Aurélien Mazin, Mohand Sahridj               | 3:50  |
| 17. | L’immortale                                                         | Lacrim                                             | Kore, Aurélien Mazin, Fa Millionaire               | 3:04  |

## Clips vidéo
- L’immortale : 22 septembre 2021
- Kanun : 10 novembre 2021
- Señor de los Gallos : 8 décembre 2021
- Reda l'égyptien, la Trilogie : 22 février 2022

## Classements et certification

### Classements hebdomadaires
| Classements (2021-2022)      | Meilleure position |
| ---------------------------- | ------------------ |
| Belgique (Wallonie Ultratop) | 12                 |
| Belgique (Flandre Ultratop)  | 73                 |
| France (SNEP)                | 6                  |
| France (SNEP Physique)       | 13                 |
| Suisse (Schweizer Hitparade) | 23                 |
| Suisse (Charts Romandie)     | 23                 |

### Certification
| Région | Certification | Ventes/Streams |
| --- | ------------- | -------------- |
| France (SNEP) | Platine       | 100 000*       |
| *Ventes selon la certification ^Mise en rayon selon la certification xNon précisé par la certification ‡ventes/streaming selon la certification |               |                |